# Хороль
Хоро́ль — село в России, административный центр Хорольского района Приморского края.

## Название
Своё название населённый пункт получил от переселенцев из Полтавской губернии (современная Украина), в честь реки Хорол и города Хорол.

## История
Село основано в 1891 году переселенцами из местечка Хорол Полтавской губернии. Из 58 семей, отправившихся в далекий путь, на новое место жительства приехали 56 семей. Их фамилии высечены на каменной плите, установленной в честь 100-летия Хороля.

## Климат
Климат умеренный муссонный с сухой морозной зимой и влажным жарким летом. Хороль — самое тёплое место на Приханкайской равнине, без учёта ветра. Климат благоприятен выращивания сои, кукурузы и риса.
- Абсолютный максимум температуры воздуха: +37,4 °C.
- Абсолютный минимум температуры: -36,2 °C.
- Среднегодовая скорость ветра: 3,4 м/с.
- Период без заморозков: 165 дней (за неизвестный период наблюдений)[3].

Всемирная метеорологическая организация приняла решение о необходимости расчёта двух климатических норм (при условии наличия данных): климатологической стандартной и опорной. Климатологическая стандартная норма обновляется каждые десять лет, опорная норма охватывает период с 1961 г. по 1990 г..
| Показатель              | Янв.  | Фев.  | Март | Апр. | Май  | Июнь | Июль | Авг. | Сен. | Окт. | Нояб. | Дек.  | Год |
| ----------------------- | ----- | ----- | ---- | ---- | ---- | ---- | ---- | ---- | ---- | ---- | ----- | ----- | --- |
| Средняя температура, °C | −14,8 | −10,4 | −2,2 | 6,5  | 12,9 | 17,4 | 20,9 | 21,0 | 15,7 | 7,8  | −2,9  | −12,4 | 5,0 |
| Норма осадков, мм       | 10    | 11    | 23   | 36   | 70   | 73   | 109  | 127  | 73   | 57   | 28    | 16    | 633 |
| Источник: .             |       |       |      |      |      |      |      |      |      |      |       |       |     |

## Население
| 1897    | 1900    | 1912    | 1915    | 1926    | 1939    | 1959    |
| ------- | ------- | ------- | ------- | ------- | ------- | ------- |
| 795     | ↗1027   | ↗1950   | ↗2341   | ↗2442   | ↗5881   | ↗7688   |
| 1970    | 1979    | 1989    | 2002    | 2006    | 2008    | 2010    |
| ↗11 407 | ↗12 402 | ↗15 643 | ↘11 519 | ↘11 500 | ↗11 546 | ↘10 860 |
| 2021    |         |         |         |         |         |         |
| ↘9742   |         |         |         |         |         |         |

Национальный состав Хороля по данным переписи населения 1939 года: русские — 55% или 3 233 чел., украинцы — 40,2% или 2 361 чел.

## Экономика
В селе находится молокозавод и хлебозавод.
До начала 21-го века в селе располагался крупный авиационный гарнизон ВВС Тихоокеанского флота, по оценке ветеранов, один из лучших в своей структуре.

## Транспорт
Железнодорожная станция Хорольск на линии Новокачалинск — Сибирцево (в настоящее время пассажирские поезда не ходят).
К селу Хороль идёт автотрасса А183, начинается севернее села Михайловка, расстояние до автотрассы «Уссури» 58 км.

## Военный аэродром
Недалеко от села находится внеклассный военный аэродром Хороль. Аэродром был построен перед Второй мировой войной.
С сентября 1945 года здесь базировалась 190-я Полоцкая Краснознаменная ордена Кутузова II степени истребительная авиационная дивизия, принимавшая участие в Советско-японской войне в составе 17-го ИАП и 494-го ИАП.
В 1950 году на аэродроме дислоцировался только 17-й ИАП. В том же году он был переподчинён 303-й авиационной дивизии и 28.05.1951 г. был перебазирован на китайский аэродром Мяогоу близ Аньдуна, где с 1 июня вступил в боевые действия в небе Кореи. В это время на Хорольском аэродроме готовили корейских пилотов. В мае 1951 года на аэродром Хороль был передислоцирован 169-й гвардейский Рославльский тяжелобомбардировочный полк, который был переучен на самолёты Ту-4.
В 1954—1956 годах была построена бетонная ВПП 1 класса 3000×60 м, стоянки и рулёжные дорожки.
В 1960 году 169-й полк переподчинён Тихоокеанскому флоту и стал называться 169-м минно-торпедным полком дальнего действия в/ч 36158, а впоследствии — морским ракетоносным. Все регалии полка были сохранены. На вооружение полка поступили самолёты типа Ту-16. Полк вошёл в состав 3-й (впоследствии 25-й) дважды Краснознамённой авиационной дивизии ВВС КТОФ.
В 1965 году в Хороле формируется 867-й отдельный разведывательный полк Авиации ВМФ на дальних самолётах разведчиках-целеуказателях Ту-95РЦ, единственный полк в авиации ТОФ, эксплуатирующий эти машины. В 1971 году полк переименован в 304-й ОДРАП. Полк работал практически по всей акватории Тихого океана. Самолёты полка эпизодически базировались во Вьетнаме (аэродромы Дананг и Камрань), Сомали (аэродромы Дафет и Харгейса) и Эфиопии.
Также на этом аэродроме в 1976 году формировался 310-й полк противолодочных самолётов дальнего действия в/ч 99315 на Ту-142 (единственный на Дальнем Востоке), который затем был перебазирован на Каменный Ручей.
В 1982 году 169-й гвардейский МРАП переформирован в 169-й гв. САП (смешанный авиаполк) и направлен к новому месту дислокации — база ПМТО Камрань, Демократическая Республика Вьетнам. В составе полка были 10 Ту-16 (1 АЭ), 4 Ту-95РЦ и 4 Ту-142 (2 АЭ) и 10 МиГ-23МЛ (3 АЭ), а также отряд вертолётов Ми-8 и Ми-14. В Хороле, для поддержания баланса сил, вместо убывшего полка была сформирована 341-я отдельная гвардейская морская ракетоносная эскадрилья. В 1986 году 341-я гв. ОМРАЭ была переформирована в 141-й гвардейский морской ракетоносный авиационный полк. На вооружении стояли самолеты Ту-16К-10-26 и Ту-16СПС. Для пополнения вновь формируемого полка прибыла 134-я отдельная гвардейская дальнеразведывательная эскадрилья с гарнизона Пристань.
В 1985—1988 годах аэродром был реконструирован для посадки советских космопланов и вошёл в историю, как «Восточный» запасной аэродром для «Бурана», ОИП-23. Была реконструирована ВПП (с увеличением её размеров до 3700×70 м), построен перрон под 30 самолётов первого класса (а также 50 одиночных обвалованных стоянок для Ту-95 и Ту-16). К 1990 году были введены в строй почти все объекты, кроме трассовых РЛС — это КДП-А (командно-диспетчерский пункт аэродрома), КДП УВД (командно диспетчерский пункт управления воздушным движением), поступала информация от ОРЛ и ПРЛ (обзорные и посадочные радиолокаторы), работал АДРМ (азимутально-дальномерный радиомаяк). На время реконструкции аэродрома полки были временно перебазированы на аэродром Западные Кневичи.
С распадом СССР, в 1993 году оба полка прекратили своё существование, программа «Буран» была свёрнута, в 1995 году, на основании Директивы Генерального штаба МО № 314/3/062 от 26.01.1995 г. ОИП-23 был расформирован. Гвардейское наименование 141-го МРАП, в целях сохранения традиций, было передано 568-му МРАП на Каменном Ручье. На аэродроме сформировали 3723-ю базу хранения и утилизации АТ ВВС ТОФ (в/ч 56015), перегоняя на него всю способную подняться в воздух авиатехнику ВВС Тихоокеанского флота, подлежащую списанию. В скором времени «база хранения» превратилась в самолётное кладбище, где крошили на цветмет огромное количество авиационной техники и крылатых ракет (утилизировалось до 200 машин в год).
Ещё некоторое время после утилизации самолётов на аэродроме работала 76-я авиационная комендатура в/ч 45703.  До 01.12.1993 года в/ч 45703 была частью материально-технического обеспечения аэродрома.
Летом 2016 года на аэродроме Хороль была выполнена оценка состояния покрытия ВПП, а затем и проверка, путем фактической посадки и взлёта одного самолёта Ту-142МР, одного Ту-142МЗ и одного Ан-26.

## Люди, связанные с селом
- Яхно, Павел Павлович (01.10.1898-1954) - государственный деятель Украинской Дальневосточной Республики .
- Глухенький, Николай Герасимович (1929—1993) — писатель.
- Чайка, Анатолий Климентьевич (1942—2015) — советский и российский учёный в области сельскохозяйственных наук, директор Приморского НИИ сельского хозяйства (с 1976 года), академик РАН (2013; академик РАСХН с 1997, Заслуженный деятель науки Российской Федерации (2000).
- Митрополит Вениамин (Пушкарь), бывший митрополит Владивостокский.

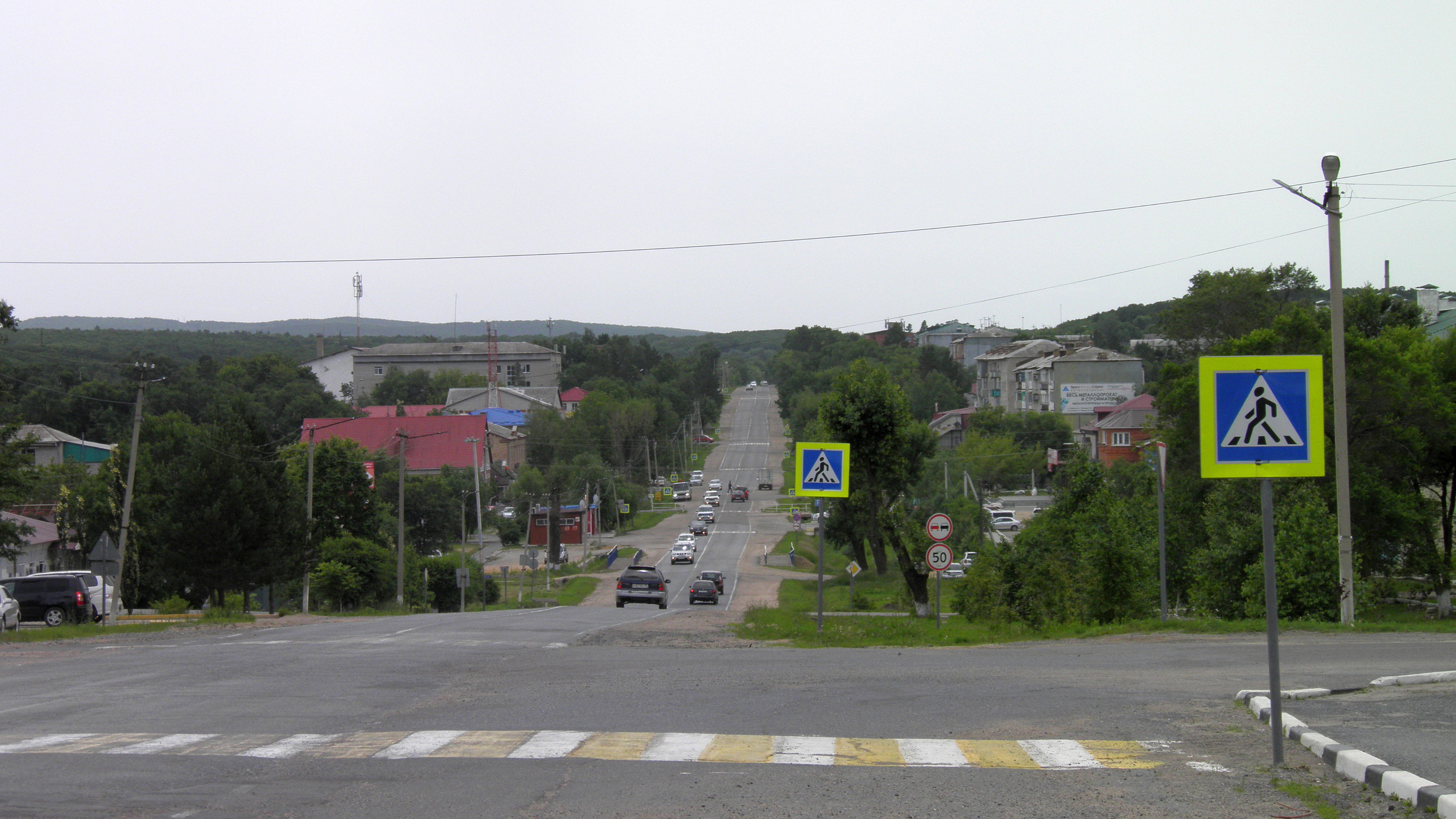
Село Хороль, ул. Ленинская
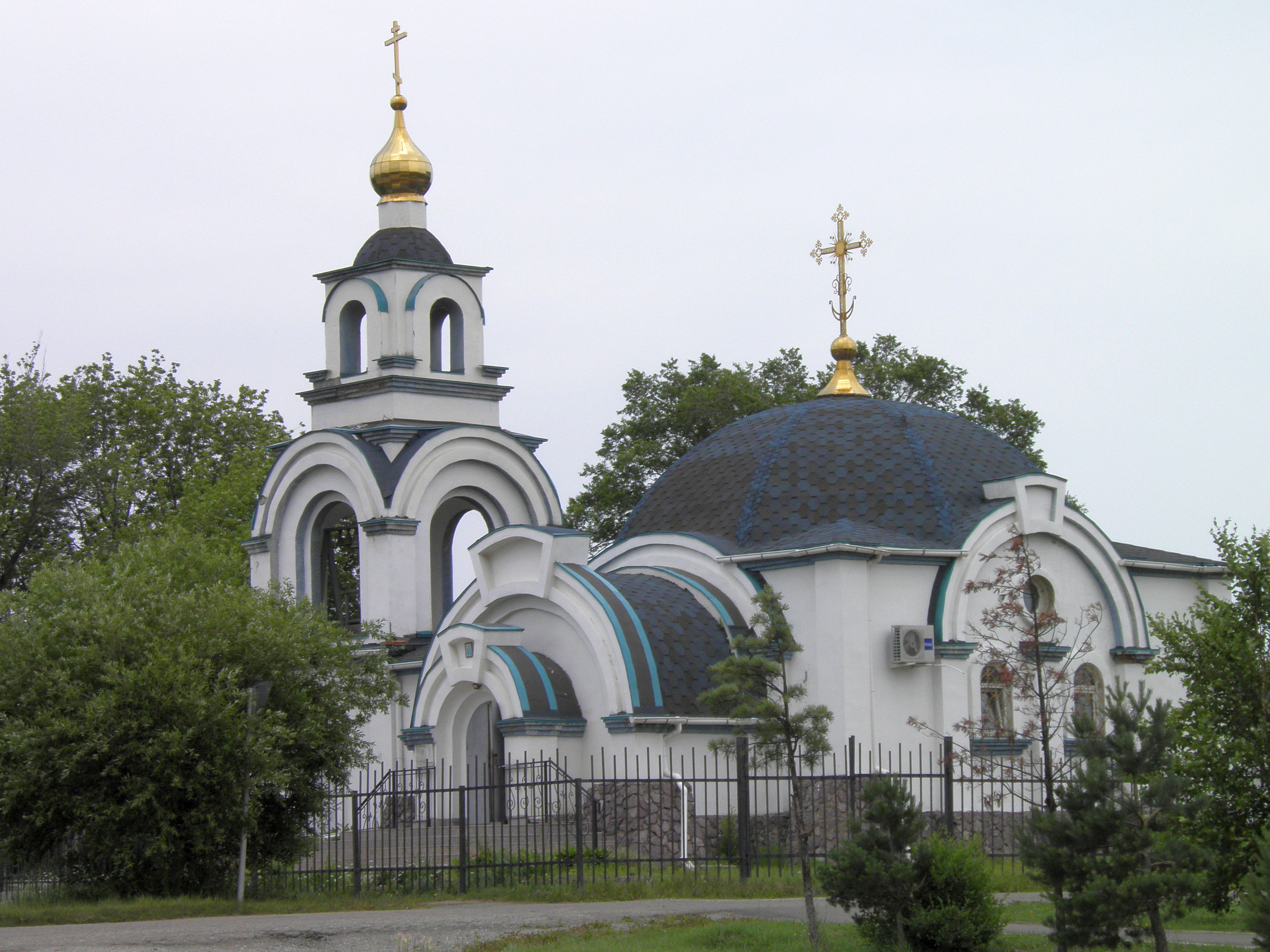
Село Хороль, ул. Ленинская, 81
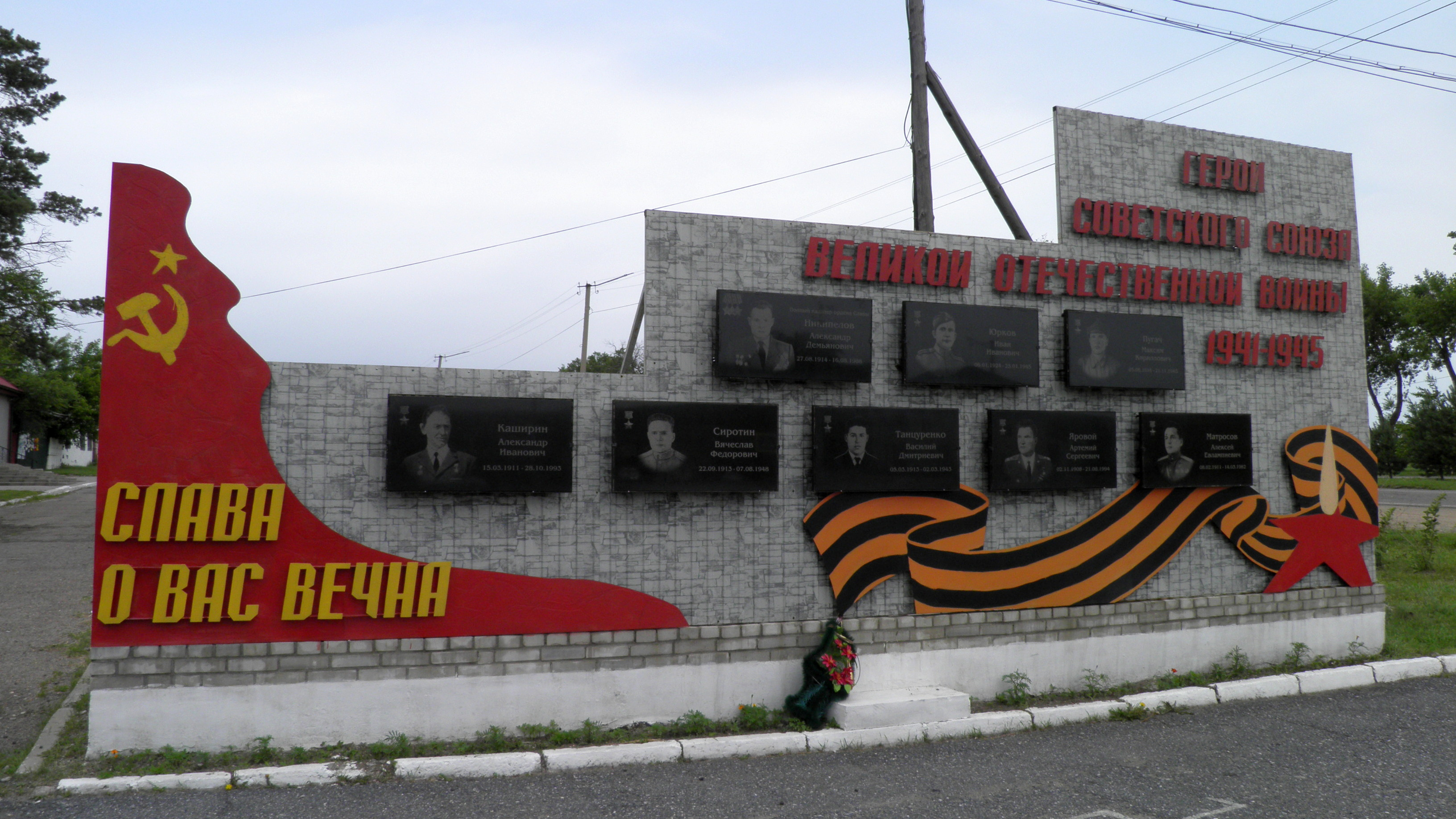
Село Хороль, ул. Ленинская. Мемориал Великой Отечественной войны
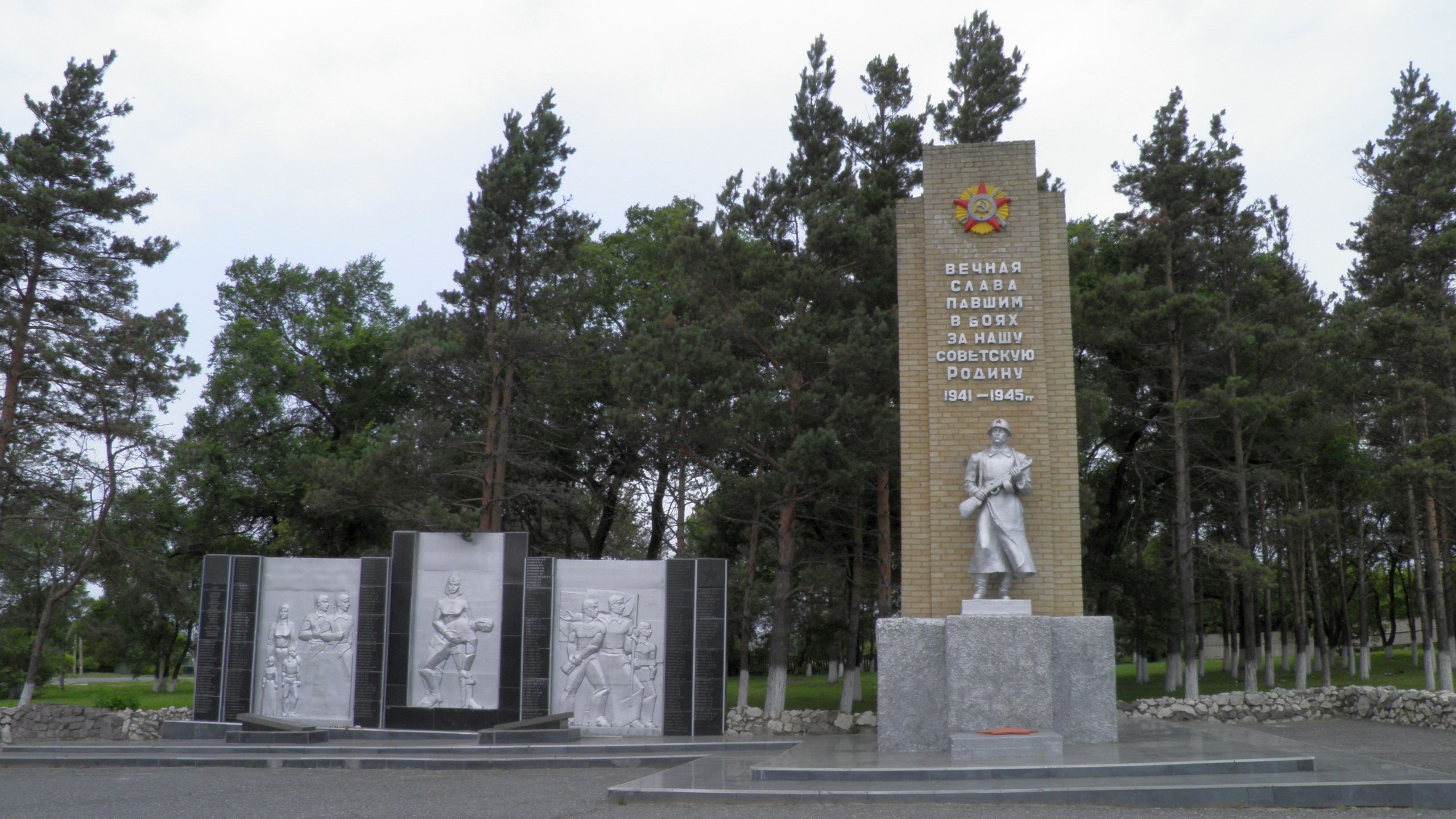
Село Хороль, ул. Ленинская. Мемориал Великой Отечественной войны
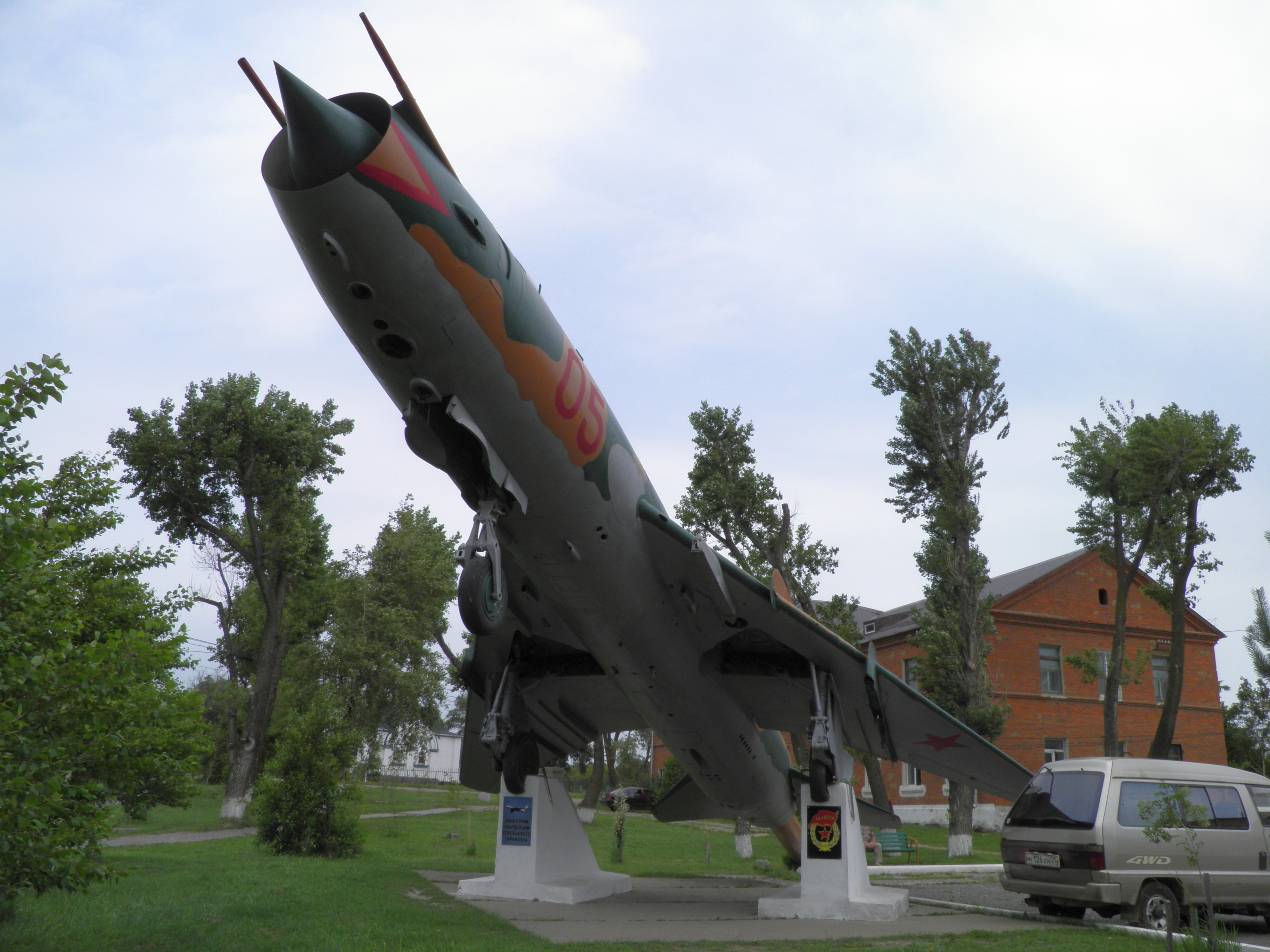
Село Хороль, ул. Ленинская 77. Самолет Су-17М
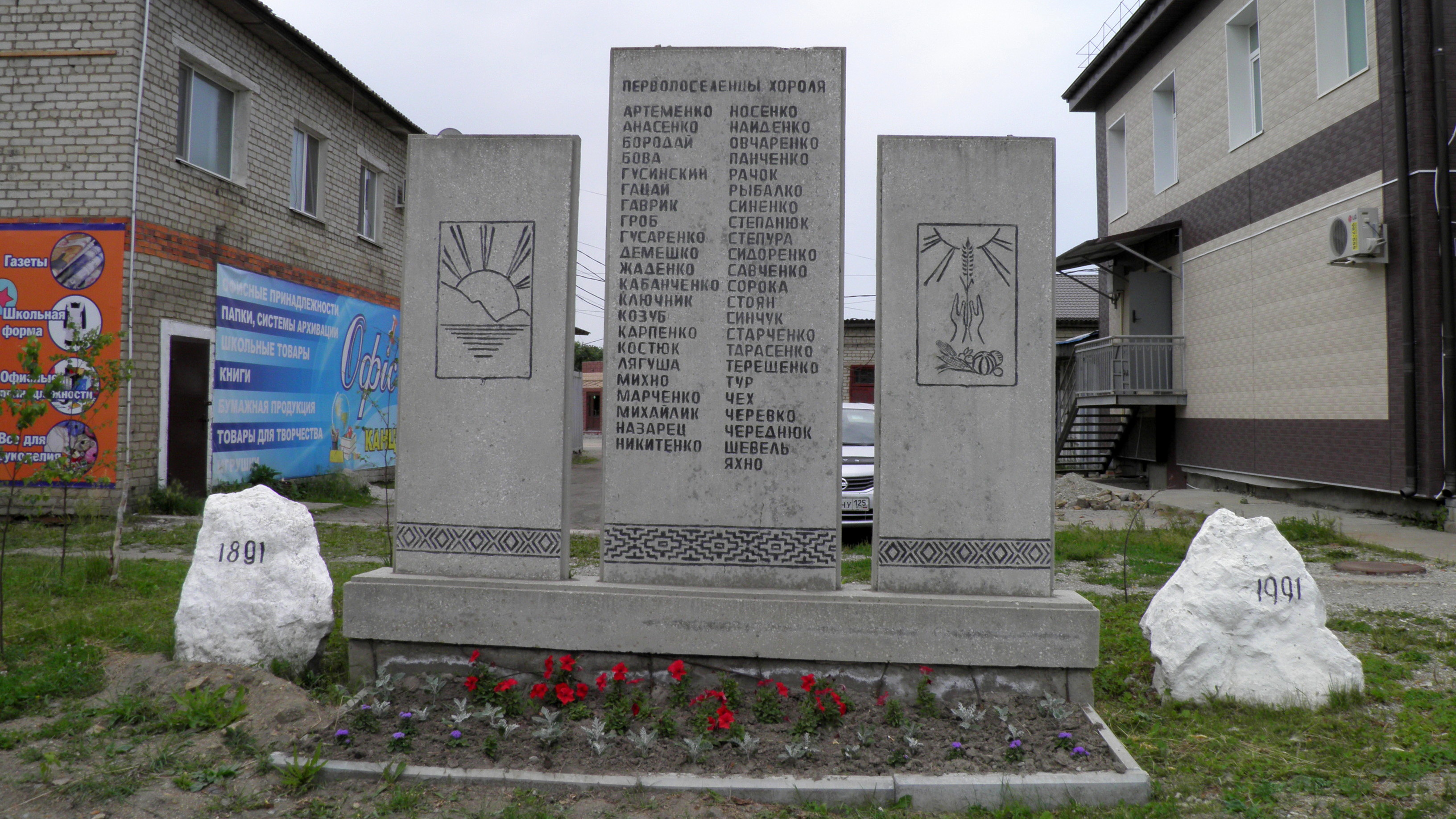
Село Хороль, ул. Ленинская. Плита, установленная в честь 100-летия Хороля
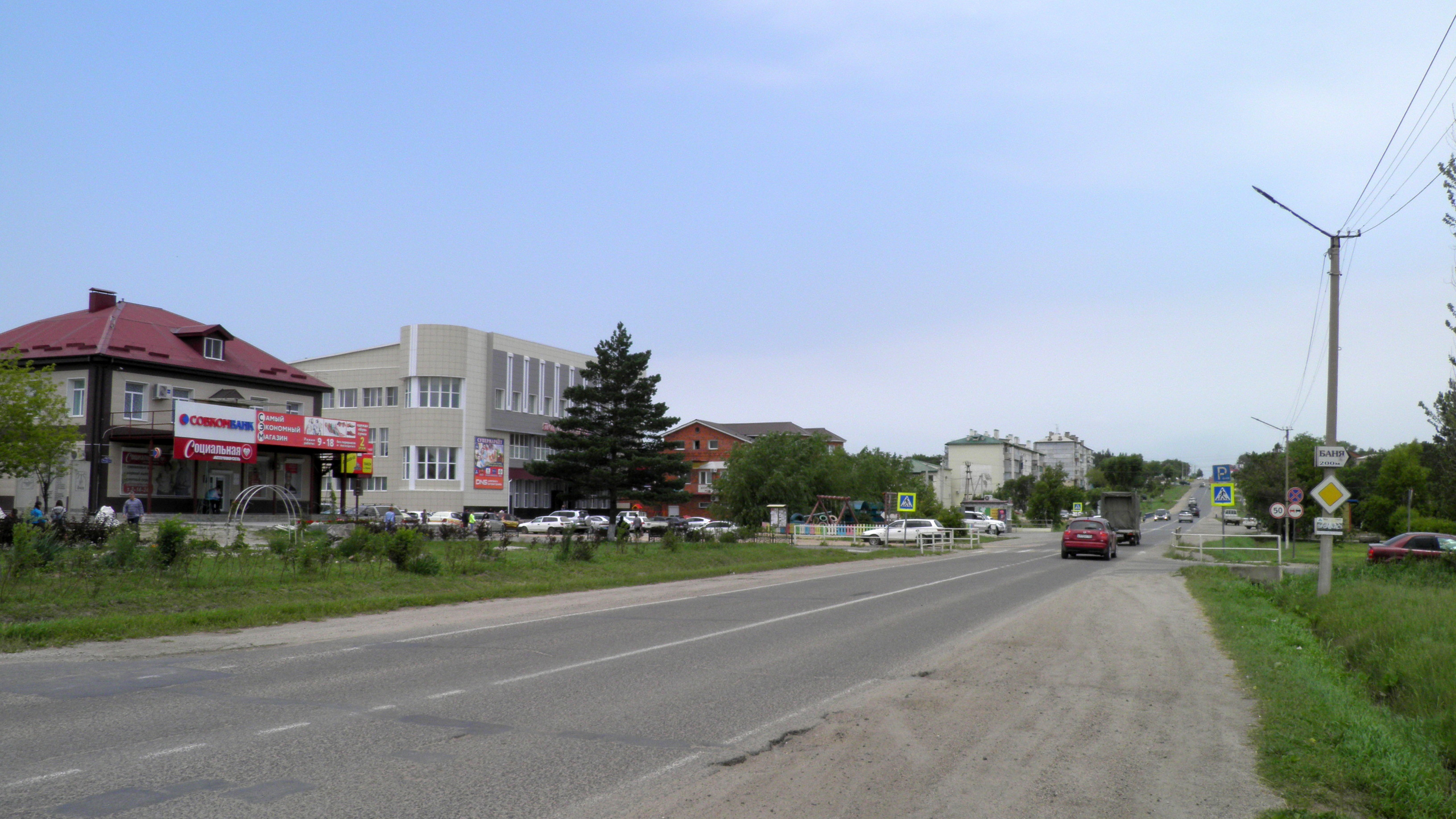
Село Хороль, ул. Ленинская около дома 59
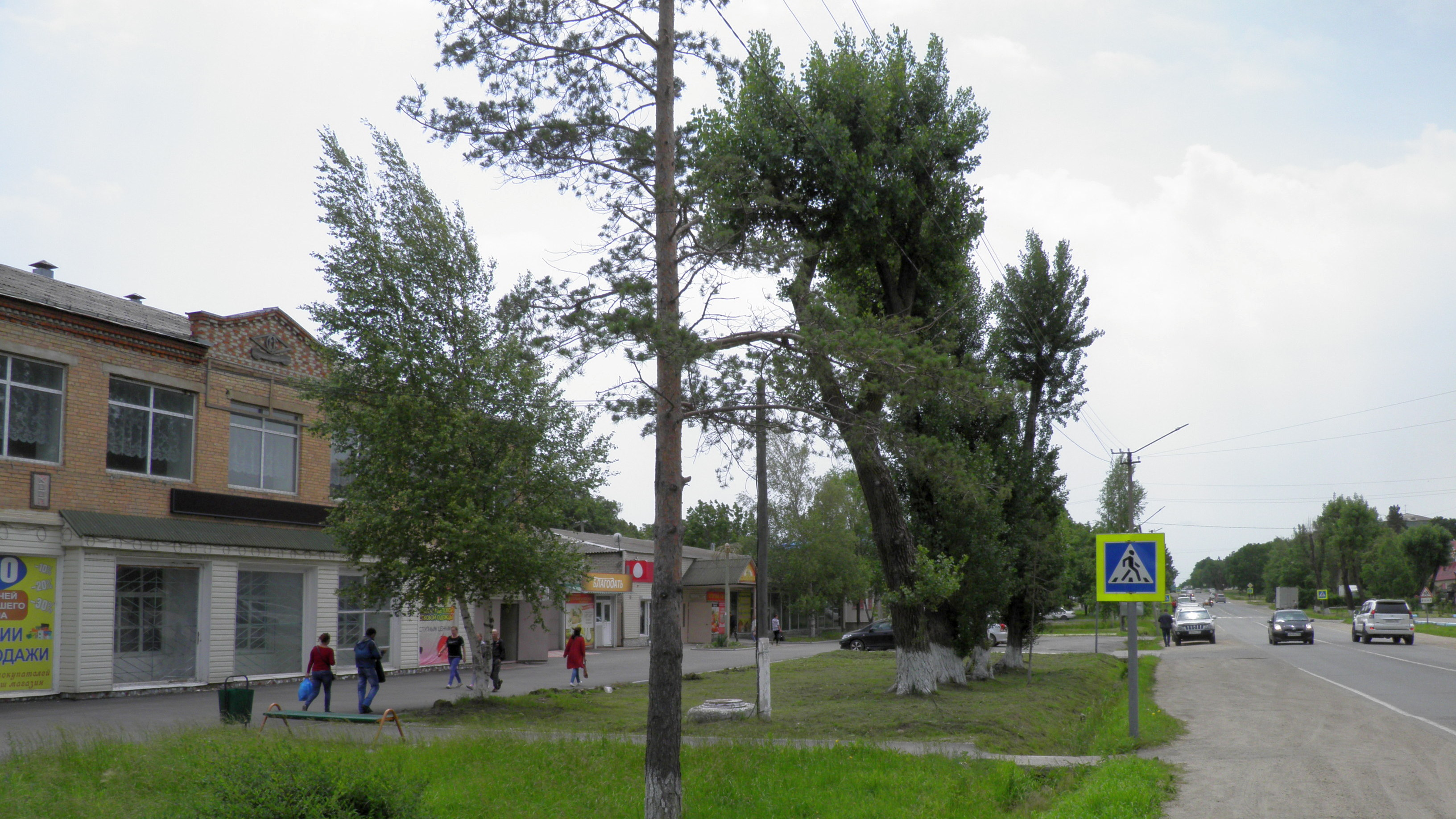
Село Хороль, ул. Ленинская около дома 59